# Душники (гмина)
Душники (пол. Duszniki) — сельская гмина (волость) в Польше, входит как административная единица в Шамотульский повет, Великопольское воеводство. Население — 8116 человек (на 2004 год).

## Сельские округа
1. Бжоза
2. Церадз-Дольны
3. Хелминко
4. Душники
5. Гжебениско
6. Куново
7. Месциска
8. Млынково
9. Невеж
10. Поджеве
11. Сендзинко
12. Сендзины
13. Сенково
14. Вежея
15. Вильчина
16. Вильково
17. Закшевко
18. Гродзищко
19. Сарбя
20. Залесе

## Соседние гмины
1. Гмина Бук
2. Гмина Казмеж
3. Гмина Куслин
4. Гмина Львувек
5. Гмина Опаленица
6. Гмина Пневы
7. Гмина Тарново-Подгурне